# Sonchus pendulus
Sonchus pendulus là một loài thực vật có hoa trong họ Cúc. Loài này được (Sch.Bip.) Sennikov miêu tả khoa học đầu tiên năm 1999.